# Pyricularia lauri
Pyricularia lauri är en svampart som beskrevs av P.M. Kirk 1983. Pyricularia lauri ingår i släktet Pyricularia och familjen Magnaporthaceae.   Inga underarter finns listade i Catalogue of Life.